# Природный заповедник Курум
Курум — национальный природный заповедник в мухафазе Маскат, Оман. Он расположен на побережье Оманского залива, в заповедник входит мангровый лес и окружающие водно-болотные угодья в небольшом эстуарии. Заповедник был основан в 1975 году, с 1994 года он признан ключевой орнитологической территорией, а с 2013 года охраняется Рамсарской конвенцией.

## Особенности
Природный заповедник Курум — прибрежный водно-болотный заповедник в городской местности Курум, в провинции Баушар, мухафаза Маскат, на северо-востоке Омана. И город, и заповедник названы в честь местного термина, обозначающего серые мангровые заросли, доминирующие в экосистеме вдоль побережья. Заповедник создан в 1975 году указом султана Кабуса бен Саида:1, у охранной территории между побережьем Оманского залива и подножием гор Хаджар вокруг устья и бывшей дельты Вади Адай площадь около 172 га (430 акров) :24. В 1994 году заповедник был признан ключевой орнитологической территорией; 106,8 га (264 акров) нижней части заповедника 19 апреля 2013 года были объявлены охраняемой Рамсарской территорией.
Двигаясь на юго-восток от побережья вглубь страны, заповедник включает пляжную зону, которая поднимается до прибрежных дюн, отделяющих пляж от области приливных отмелей сабха, прорезанных приливными каналами и оврагами. Выше расположена аллювиальная равнина из песка и гравия, отложенная вади, заканчивающаяся выходами карстовых коренных пород на юге и северо-востоке. В пределах приливных отмелей пресная вода из нескольких вади и грунтовых вод смешивается с солёной водой, которая поступает через два основных приливных канала, образуя полигалинную среду, которая поддерживает высокий уровень биоразнообразия. В регионе наблюдается характерный для Омана жаркий пустынный климат с жарким летом и бо́льшим количеством испарений, чем осадков:24–25.

## Флора и фауна
На внешних прибрежных дюнах произрастает Halopyrum mucronatum, переходящая в менее засоленных частях внутренних дюн в Sphaerocoma hookeri, и Suaeda fruticosa, Cistanche phelypaea и Suaeda vermiculata в более засоленных районах. В защищённых впадинах среди дюн встречается Lotus garcinii, Cyperus conglomeratus и Heliotropium ramosissimum. В приливных каналах, оврагах и других низменных местах, затапливаемых во время прилива, Avicennia marina образует густые мангровые леса. На влажных, песчаных, засоленных почвах равнин сабха чуть выше прилива встречаются Suaeda aegyptiaca, S. fruticosa, Cressa cretica, Aeluropus lagopoides, Halopeplis perfoliata, Arthrocaulon macrostachyum, Tetraena qatarensis и другие галофиты:30,36–39.
На умеренно дренированной аллювиальной равнине над сабхой есть лесная растительность, в том числе Vachellia tortilis, Prosopis cineraria, Ziziphus spina-christi и Vachellia flava, а также кустарники Lycium shawii и Bassia muricata:31–34. На каменистых холмах на юге и северо-востоке растительность примерно та же, что на аллювиальной равнине, а также встречаются Euphorbia larica, Commiphora myrha, Grewia tenax и Ochradenus arabicus, кустарниками Cleome brachycarpa, Cometes surattensis, Leucas inflata, Plocama hymenostephana, Seddera latifolia и травы Vernonia arabica и Cenchrus pennisetiformis. В восточной части заповедника расположена заброшенная роща Phoenix dactylifera, в которой пальмы смешались с дикой растительностью:34.
На водно-болотных угодьях живёт множество крабов, таких как Gelasimus vocans, Austrua Lactea и Gelasimus Tetragonon в мангровых болотах; Scylla serrata, Portunus pelagicus, Callinectes sapidens, Thalamita sp. и Grapsus tenuicrustatus в мангровых каналах; а также Ashtoret lunaris и Ocypode saratan в приливных каналах и на пляже. Среди проживающих в местности моллюсков известны устрицы-капуцинов, растущие на воздушных корнях мангровых деревьев, и гигантские мангровые моллюски, живущие в иле между мангровыми зарослями. В водно-болотных угодьях обитает множество видов рыб, в частности, аравийский карпозуб, тигровый окунь, бычок и серебристый лещ, также в заповеднике кормятся и живут другие виды, такие как кефаль, большеглазый люциан, сельдь, ставриды и морской лещ, а также коммерчески важные виды креветок:46–48. Опадающие листья мангровых деревьев служат пищей различным морским детритофагам:37.
В ходе одного исследования в заповеднике было обнаружено около двухсот видов птиц, среди которых — морской зуёк, озёрная чайка, аравийская крачка, хохотунья, чернозобик, малый веретенник, сокотранский баклан, розовый фламинго, кулик-воробей, камнешарка и морской голубок. К наземной фауне заповедника относится аравийская лисица и белуджистанская песчанка; считается, что до недавнего времени (до очередной экспансии человека) район помещали морские черепахи:47–48.

## Ценность
Природный заповедник Курум охраняет один из крупнейших мангровых лесов в экорегионе Оманского залива, биом, который поддерживает разнообразную морскую, наземную и птичью фауну. Планктон и детрит переносятся приливами из заповедника в море, обеспечивая сырьём морские экосистемы в прилегающих прибрежных водах. Такое введение питательных веществ увеличивает морскую продуктивность, косвенно поддерживая популяции промысловых видов рыб:39. Оман — часть Центральноазиатско-индийского пролетного пути перелётных птиц и заповедник, как и другие эстуарии, предоставляет место остановки, где водоплавающие птицы во время своих миграций могут отдохнуть и покормиться:39. Мангровые леса также способствуют стабилизации береговой линии в области тропических штормов и улучшают качество воды, задерживая и фильтруя штормовой сток.
Археологические исследования обнаружили доказательства присутствия на территории нынешнего заповедника людей каменного века (6000 лет назад). Они сезонно добывали в мангровых лесах устриц и моллюсков:37.